# Gneo Gellio
Gneo (in latino Gnaeus Gellius; fl. II secolo a.C.) è stato uno storico romano vissuto nel II secolo a.C.

## Biografia
Gneo Gellio è ricordato tra i primi autori che scrissero della Storia di Roma in forma annalistica, avendo come fonte molto probabilmente gli Annales maximi. 
Appartenne a una delle gentes più illustri della Repubblica come attestato dalla presenza di magister monetalis appartenente alla medesima gens, di origine safina/sannita trapiantata a Roma dal III secolo a.C., Gneo Gellio lo storico potrebbe appartenere alla generazione successiva allo Gneo Gellio citato da Catone il vecchio nella Pro Turio, di cui si stima la nascita tra il 240-230 a.C.
In considerazione del fatto che la monetazione della Repubblica romana cambiò radicalmente nel 139 a.C. con la lex Gabinia (votazioni segrete per le elezioni dei magistrati), tenuto conto del tema rappresentato sul denario di Gellio, la datazione proposta da Crawford (138 a.C.) dovrebbe essere necessariamente anticipata. Questo apre la strada all'ipotesi che il Gellio del denario (fl. 170-140 a.C.) fosse effettivamente della generazione successiva al Gellio storico (fl. 180 a.C.). In analogo caso, Quinto Fabio Pittore (fl. 185) figlio dell'annalista, emise denari riportanti il simbolo della riduzione XVI, che sappiamo essere intervenuto successivamente rispetto all'originario simbolo del denario X, presente invece nel denario Gellio. Di qui la successione Gneo Gellio, osteggiato da Catone e forse nipote del sannita Egnazio, Gneo Gellio, l'annalista, Gneo Gellio, magistrato monetale, in analogia a Gaio Fabio pittore, console e figlio omonimo del pittore del tempio della Salute, Quinto Fabio Pittore, lo storico, Quinto Fabio pittore, magistrato monetale. 

## Opera
La sua opera, composta da 97 libri, si estendeva dalla Fondazione di Roma fino alla Seconda guerra punica; di questa non rimangono che 36 frammenti in Cicerone, Dionigi di Alicarnasso, che lo menziona tra le sue fonti, Plinio il Vecchio, Aulo Gellio, Censorino, Servio Mario Onorato, Macrobio. 
Secondo quanto riportato da questi autori, la sua storia doveva riportare i fatti in maniera particolarmente dettagliata, con frequenti riferimenti ad avvenimenti non strettamente storici.